# Karen Grassle
Karen Grassle (født 25. februar 1942, i Berkeley, Californien) er en amerikansk skuespiller. Hendes mest kendte rolle er som Caroline Ingalls, mor til Laura Ingalls Wilder, i serien Det Lille Hus på Prærien.

## Opvækst og tidlig karriere
Grassle blev født den 25. februar 1942 i Berkeley, Californien som datter af tankstationsejeren Gene Grassle. Grassles mor drev en restaurant. Hun dimitterede fra "Ventura High School" i 1959 (efter at have sprunget 2 klasser over), som elevrådets næstformand og kom derefter på "University of California" i Berkeley. Hun dimitterede med to bachelorgrader i 1965, en i engelsk, nummer 2 i drama. Hun modtog et stipendium til "Royal Academy of Dramatic Art" i London, og blev i sidste ende, leder af skolens "Voice Department". Hendes første job som skuespiller i New York City var i Gingham Tree og hun begyndte at kalde sig selv "Gabriel Tree".

## Det Lille Hus på Prærien
Grassle (som Gabriel Tree) gik til audition til rollen som moderen, Caroline Ingalls, i tv-serien og vandt mod 47 andre kandidater. Michael Landon overbeviste hende dog til at bruge sit fødselsnavn. 
Serien kørte i ni sæsoner, fra 1974 til 1983. I et interview, sagde Grassle, at hun elskede at spille rollen som "Caroline Ingalls". Hun sagde, at det fik hende til at føle, at hun var en del af en stor familie. 
Det var i denne periode, at hun også spillede Kathy, Edward Herrmanns kone i spillefilmen fra 1981, Harry's War.

## Senere arbejde
Efter serien sluttede, flyttede hun til Louisville, Kentucky, hvor hun forblev aktiv i teaterverdenen. Hun skulle senere blive medstifter af "Sante Fe's Resource Theatre Company", hvor hun også tjener som instruktør. Til sidst, flyttede hun tilbage til Californien, hvor hun bor med sin datter. 
I 2006, optrådte hun i Driving Miss Daisy i rollen som Miss Daisy på Manitoba Teater Centre i Winnipeg, Manitoba, Canada. I august 2008 indvilligede Grassle til at være Premier Bathrooms' ansigt, en leverandør af badeprodukter til de ældre og svagelige pga., hendes relation til Caroline Ingalls' omsorgsfuld omsorgs- og familieværdier.

## Trivia
- Blev indlemmet (som et castmedlem af "Det Lille Hus på Prærien") i "Hall of Great Western Performers" ved National Cowboy and Western Heritage Museum i 1998.
- Hendes debut i New York, var som skrevet, i opsætningen The Gingham Tree, hvor hun blev nødt til at låne en dollar af en ven for at kunne gå til auditionen.
- Hun var kendt som en "mirakelbaby" i sin familie, fordi hendes mor havde haft 4 ufrivillige aborter, før hun fødte Karen.

## Privat
Grassle har været gift tre gange. Hendes første mand var skuespilleren Leon Russom. I 1982, giftede hun sig med James Alan Radford, en ejendomsmægler, med hvem hun adopterede datteren Lilly. I 1991 giftede hun sig med Dr. Scott T. Sutherland, en psykiater, som hun blev skilt fra i 2000. Hun bor i øjeblikket (2005) i Pacific Palisades, Californien, med sin datter, Lilly.